# Manuel Viegas Carrascalão

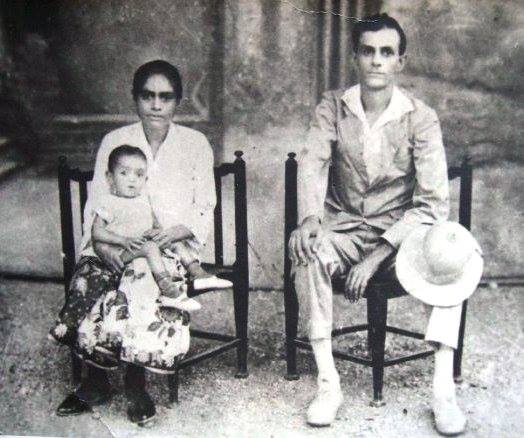
Marcelina Guterres und Manuel Viegas Carrascalão mit ihrem ersten Kind Dora

Manuel Viegas Carrascalão (* 24. Oktober 1901 in Machados, São Brás de Alportel, Portugal; † Oktober 1977 in Portugal) war ein portugiesischer Anarchist, der in die Kolonie Portugiesisch-Timor verbannt wurde und dort der Ahnherr der einflussreichen Familie Carrascalão wurde.

## Leben
Manuel Viegas Carrascalão wurde 1901 an der portugiesischen Algarve in ärmlichen Verhältnissen geboren. Die Eltern waren Manuel Viegas Carrascalão und Maria Faustina Cavaco, die aus dem spanischen Alosno stammte.
Als Zwölfjähriger wurde er Lehrling in der Schriftsetzerei von Manuel Fagundes de Almeida. Hier entstand die lokale Wochenzeitung Ecos do Sul. Manuel Fagundes wurde später aus politischen Gründen verhaftet, die Zeitung musste am 20. November 1913 schließen. Carrascalão wechselte zu einer Schriftsetzerei in Lissabon und wurde Journalist und Gewerkschafter. Dadurch geriet er mit der portugiesischen Diktatur des Estado Novo in Konflikt. 1920 und 1922 wurde er wegen Bombenanschlägen verhaftet. Im Dezember 1924 kam Carrascalão auf Druck der Confederação Geral do Trabalho (CGT), der Federação das Juventudes Sindicalistas (FJS) und der Sindicatos Junto ao Poder frei.
1925 wurde Carrascalão Generalsekretär der FJS, der anarchistischen Syndikalisten und beteiligte sich im Januar an einer Kundgebung der CGT in Portimão. Er gehörte zu den aktivsten Teilnehmern der ersten Jugendkonferenz vom 22. bis 30. März 1925 in Lissabon, die von der FJS organisiert wurde. Im April kam es zum Streit mit dem stellvertretenden Sekretär der FJS. Manuel Augusto Vasconcelos Silveira trat von seinem Amt zurück mit der Begründung, ihm missfalle Carrascalãos Haltung, der die kollektive Macht usurpiere und alles alleine entscheide. Am 1. Mai nahm Carrascalão an den Aktionen des CGT zum 1. Mai in Setúbal teil, wurde aber noch im selben Jahr erneut wegen eines Bombenanschlags verhaftet und der Mitgliedschaft in der Roten Legion (Legião Vermelha) beschuldigt. Er wurde im Forte de Monsanto in Benfica eingekerkert. Es war eine Vergeltungsaktion der Regierung nach der Ermordung von Ferreira do Amaral, dem Kommandanten der Zivilpolizei in Lissabon, am 15. Mai. Im September 1926 wurde Carrascalão von einem Militärgericht als Mitglied der Roten Legion zu sechs Jahren in der Verbannung verurteilt. Im Dezember folgte die Bestätigung des Urteils durch den Obersten Gerichtshof.
Am 14. April 1927 wurde Carrascalão mit 63 anderen Verurteilten an Bord der Pêro de Alenquer nach Portugiesisch-Timor deportiert. Die Reise führte über Kap Verde, Portugiesisch-Guinea (wo einige Gefangene von Bord gingen) und Mosambik. Nach seiner Ankunft auf Timor am 25. September 1927 wurde Carrascalão im Gefängnis Ai Pelo inhaftiert, kam aber 1928 aufgrund guter Führung frei. Seine weitere Verbannung sollte er in Venilale verbringen, wo er Portugiesisch unterrichtete und als Tischler und Maurer seinen Lebensunterhalt verdiente. Hier lernte er die junge Timoresin Marcelina Guterres kennen und heiratete sie, was bei den portugiesischen Kolonialherren als ungebührlich galt. Aus der Ehe entstammen 14 Kinder.
Der Deportierte Arnaldo Simões Januário gründete kurz nach seiner Ankunft auf Timor 1931 die Aliança Libertária de Timor, die Verbindungen zur Federación Anarquista Ibérica (FAI) hatte und eine anarchistische Zeitung herausgab. Carrascalão beteiligte sich an der Bewegung und wurde daher im November 1933 verhaftet und mit seiner Familie und anderen Beschuldigten auf die Timor vorgelagerte Insel Atauro deportiert. Hier kam noch im selben Jahr Manuel Carrascalão, sein drittes Kind zur Welt. Sein Bruder Mário kam als fünftes Kind bereits wieder auf der Insel Timor in Uai-Tali-Bu'u zur Welt. Kurz darauf begann der Vater auf der Staatsfarm Granja Eduardo Marques im Suco Leotala, nahe Liquiçá zu arbeiten. 1941 hatte er sich als Vorarbeiter etabliert.
1942 besetzten die Japaner Portugiesisch-Timor. Statt zu fliehen, wandte sich Carrascalão gegen die Besatzer. Anfang des Jahres wurde er zusammen mit Sargento Mortágua, dem lokalen Administrator, und dem Missionar Padre Madeira von den Japanern verhaftet. Vier Tage später befreite sich Carrascalão. Ab dem 30. Januar 1943 war er Mitglied der coluna de voluntários unter dem Kommando von Leutnant „Liberato“. Carrascalão wurde aber erneut von den Japanern gefangen genommen und zwei Jahre in ein Internierungslager inhaftiert, wo auch die restliche portugiesische Zivilbevölkerung die Besatzungszeit verbrachte. Im August 1945 kapitulierte Japan. Ende September übernahm Portugal wieder die Kontrolle über ihre Kolonie. Carrascalão wurde rehabilitiert und er und seine Familie durften zusammen mit Gouverneur Manuel de Abreu Ferreira de Carvalho und 160 weiteren Portugiesen an Bord des Schiffes Angola nach Portugal zurückkehren. Am 15. Februar 1946 erreichte die Angola Lissabon. Es folgte ein Empfang bei Diktator Salazar, der sich allerdings eine Rückkehr Carrascalãos nach Timor wünschte. Dafür erhielt Carrascalão die Granja Eduardo Marques als Geschenk, die er umstrukturierte und in die Fazenda Algarve umbenannte. Außerdem kaufte Carrascalão den Bauernhof Quinta do Anjo und übertrug ihn seiner Frau, damit sie wirtschaftlich unabhängig ist.
Die Fazenda Algarve mit 386 Hektar befindet sich noch heute in Familienbesitz. Hier baute Carrascalão als Großgrundbesitzer Kaffee, Kautschuk und Tee an. Er wurde zum geachteten Mitglied der Gesellschaft der Kolonie. 1953 gründete Carrascalão die Associação Comercial, Agrícola e Industrial de Timor (ACAIT). 
1975 musste Carrascalão aufgrund einer Lungenkrebserkrankung zur medizinischen Behandlung nach Portugal. Die Nelkenrevolution hatte die Diktatur gestürzt, Portugiesisch-Timor befand sich in Vorbereitung zur Unabhängigkeit. Die Söhne Carrascalãos Manuel, Mário und João gründeten die União Democrática Timorense (UDT), die in Konkurrenz mit der FRETILIN um die politische Führung ging. Die UDT versuchte im Staatsstreich die Macht zu übernehmen, unterlag aber im kurzen Bürgerkrieg mit der FRETILIN. Die drei Brüder mussten in das indonesische Westtimor fliehen. Die FRETILIN rief am 28. November einseitig die Unabhängigkeit Osttimors aus. Am 7. Dezember begann Indonesien mit der offenen Invasion von Osttimor, wobei es sich auf einen angeblichen Hilferuf der UDT berief.
Manuel Viegas Carrascalão starb in der Rua Monte Olivete 15, zweiter Stock rechts, in Lissabon im Oktober 1977.

## Die Kinder von Manuel Viegas Carrascalão
- Dora Viegas Carrascalão (* 1929 in Uai-Tali-Bu'u)
- Maria Viegas Carrascalão (* in Manufahi)
- Manuel Viegas Carrascalão (* 1933 auf Atauro; † 2009), ehemaliger Präsident des Nationalrats Osttimors
- Ermelinda Viegas Carrascalão (* in Quelicai)
- Mário Viegas Carrascalão (* 1937 in Uai-Tali-Bu'u; † 2017), ehemaliger indonesischer Gouverneur und ehemaliger Vize-Premierminister von Osttimor
- Artur Viegas Carrascalão, lebt in Sydney/Australien
- Alice Viegas Carrascalão
- José Viegas Carrascalão
- João Viegas Carrascalão (* 1945 auf der Fazenda Algarve; † 2012), Vorsitzender der UDT, Minister und Botschafter
- Francisco Viegas Carrascalão
- Gabriela Viegas Carrascalão
- Angela Viegas Carrascalão (* 1951), osttimoresische Justizministerin 2017–2018
- Natália Viegas Carrascalão Antunes (* 1952 auf der Fazenda Algarve), portugiesische Politikerin und osttimoresische Diplomatin
- bei der Geburt verstorben